# ケリン・アコスタ
ケリン・カイ・ペリー＝アコスタ（Kellyn Kai Perry-Acosta、1995年7月24日 - ）は、アメリカ合衆国・テキサス州プレイノ出身のプロサッカー選手。シカゴ・ファイアーFC所属。アメリカ合衆国代表。ポジションはMF。

## 経歴

### クラブ
FCダラスのアカデミーで育成され、2012年7月にホームグロウン選手として契約を結んだ。2013年8月、シアトル・サウンダーズFC戦でトップチームデビュー。
2018年7月23日、ドミニク・バジとのトレードでコロラド・ラピッズに移籍した。
2022年1月14日、ロサンゼルスFCに移籍した。
2024年2月13日、シカゴ・ファイアーFCに3年契約で移籍した。

### 代表
父方の祖母が日本人のため日本代表を選ぶことも出来たが、ユース年代から一貫してアメリカ合衆国代表でプレーしている。年代別の主要大会では2011 FIFA U-17ワールドカップ、2013 FIFA U-20ワールドカップ、2015 FIFA U-20ワールドカップに参加した。
2016年1月31日、アイスランド代表とのフレンドリーマッチでフル代表デビュー。2017年7月1日のガーナ戦で代表初ゴール。

## 代表歴

### 出場大会
- アメリカ代表
  - 2022 FIFAワールドカップ

### 試合数
- 国際Aマッチ 58試合 2得点（2016年-）[6]

| アメリカ代表 | 国際Aマッチ | 国際Aマッチ |
| 年           | 出場        | 得点        |
| ------------ | ----------- | ----------- |
| 2016         | 4           | 0           |
| 2017         | 13          | 1           |
| 2018         | 6           | 1           |
| 2019         | 0           | 0           |
| 2020         | 1           | 0           |
| 2021         | 21          | 0           |
| 2022         | 10          | 0           |
| 2023         | 3           | 0           |
| 通算         | 58          | 0           |

### 得点
2018年10月11日現在
| # | 開催日         | 開催地                 | 対戦国     | スコア | 結果 | 試合概要 |
| - | -------------- | ---------------------- | ---------- | ------ | ---- | -------- |
| 1 | 2017年7月1日   | イーストハートフォード | ガーナ     | 2–0    | 2–1  | 親善試合 |
| 2 | 2018年10月11日 | タンパ                 | コロンビア | 1–1    | 2–4  | 親善試合 |

## タイトル
FCダラス
- USオープンカップ: 2016
- サポーターズ・シールド: 2016

ロサンゼルスFC
- MLSカップ: 2022
- サポーターズ・シールド: 2022

アメリカ合衆国代表
- CONCACAFゴールドカップ: 2017、2021
- CONCACAFネーションズリーグ: 2019-20